# Marco Boschini
Marco Boschini (1602-1681) est un graveur, historien et théoricien de l'art italien du XVIIe siècle, originaire de Venise.

## Biographie
Marco Boschini est né en République de Venise, où il est baptisé le 5 octobre 1602. Il devient l'apprenti de Palma le Jeune dans son atelier.
En tant que graveur, l'un de ses maîtres dans cet art est Odoardo Fialetti. En 1635, il publie un premier ouvrage, le Tariffa del cambio degli scudi forestieri, une étude sur les différences de change entre les monnaies étrangères, exécutant lui-même les gravures des pièces. En 1644, il illustre un petit volume destiné à Giacomo Torelli pour son Teatro Nuovissimo. Vers la même époque, il exécute un important travail de cartographie, soit 61 cartes gravées, pour l'album Il  regno  tutto  di  Candia (1651), suivi en 1658 par un nouveau recueil géographique, L’arcipelago  con  tutte  le isole.... Ses meilleures pièces gravées restent La Visite du doge à l'église du Salut, ainsi que divers portraits de personnalités vénitiennes aujourd'hui oubliées comme le doge Erizzo, Strozzi, Nicolò  Dolfin, Jacopo  Pighetti, Tinelli, etc.
En revanche, côté peinture, rien ne subsiste. Il semble avoir laissé une représentation de la cène pour l'église San Girolamo à Venise ; on a aussi localisé des tableaux dans des collections privées à Padoue.
En somme, Marco Boschini marqua son temps surtout en tant qu'amateur d'art, collectionneur, marchand, et expert-conseiller et consultant. Copiste, il travaille avec Pietro della Vecchia. Il reste le plus grand spécialiste de la peinture vénitienne de son siècle. Il est en effet l'auteur d'une œuvre écrite défendant, y compris de manière polémique, la peinture vénitienne de son temps. En 1660, il publie La carta del navegar pitoresco, essai en vers, illustré de gravures, qui forme un dialogue entre un sénateur vénitien et un expert de la peinture (Boschini lui-même) ; « les deux interlocuteurs parcourent les callis vénitiens et le professeur explique avec beaucoup de compétence au sénateur le style de chaque œuvre d'art qu'ils voient sur leur chemin montrant la supériorité de la peinture vénitienne sur la florentine, compare la peinture à la musique et à la poésie, et rappelle même des suggestions olfactives et gastronomiques ».

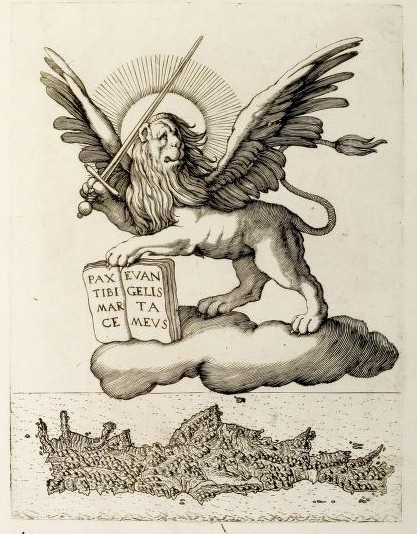
Le lion ailé de St Marc, symbole de la république de Venise, surplombant la Crète, gravure de Boschini pour Il regno tutto di Candia (1651).

Boschini est le conseiller artistique de nombreux collectionneurs de l'Italie du Nord, le plus important étant le cardinal Léopold de Médicis, qui fonde l'Accademia del Cimento où il nomme son conseiller responsable des acquisitions vénitiennes.
En 1674, Marco Boschini, dans un nouvel essai, Le ricche miniere della pittura veneziana, émet l'hypothèse comme quoi le quatuor de musiciens dans Les Noces de Cana de Véronèse représenterait l'artiste lui-même et les peintres vénitiens Titien, Tintoret, et Jacopo Bassano. Mais il ne se limite pas seulement à la région de son enfance : en 1676, il publie I  gioielli  pittoreschi di  Vicenza, mettant en lumière les chefs-d'œuvre de la ville de Vicence.